# Akihasan Hongū Akiha-jinja
L'Akihasan Hongū Akiha-jinja (秋葉山本宮秋葉神社) est un sanctuaire shinto situé dans l'arrondissement de Tenryū-ku à Hamamatsu (ancienne ville d'Haruno) dans la préfecture de Shizuoka au Japon. Le sanctuaire est situé près du sommet du mont Akiha, sur le versant sud des monts Akaishi. C'est le premier des huit cents sanctuaires Akiha du pays.
La principale fête du sanctuaire est organisée chaque année pendant trois nuits en décembre, et les cérémonies se caractérisent par l'emploi d'énormes fusées et autres feux d'artifice.

## Kamis vénérés
Le principal kami du sanctuaire Akibasan Hongū Akiba est Hinokagutsuchi-no-Okami (火之迦具土大神), le kami associé à la protection contre les incendies. Au cours de l'époque d'Edo, ce kami est familièrement appelé « Akiha Gongen » (秋葉権現) et identifié avec Kannon Bosatsu dans le cadre du système du shinbutsu shūgō de combinaison du bouddhisme et du shinto.

## Histoire
Selon la tradition du sanctuaire, le Akibasan Hongū Akiha-jinja est établi en 701 comme temple bouddhiste par le prêtre Gyōki. Il est appelé Akiha-dera (秋葉寺) d'après un poème écrit par l'empereur Saga en 709. Au cours de l'époque de Heian, il devient un centre pour le culte shugendō et est associé avec la secte shingon, mais une grande partie de son histoire ultérieure est incertaine.
Après le commencement du bakufu Tokugawa, Tokugawa Ieyasu, le shogun retiré, ordonne que le temple se convertisse à la secte zen sōtō. Tokugawa Tsunayoshi en particulier soutient le mélange du shinto, du bouddhisme et du shugendō, et favorise la diffusion du culte Akiha dans tout le pays pour assurer la protection contre les incendies. Malgré son emplacement distant dans la montagne, le temple devient un populaire détour de pèlerinage du Tōkaidō pour les pèlerins du Ise-jingu ou du Kompira-jinja, sur leur chemin de retour à Edo.
Cependant, en 1685, le gouvernement interdit la traditionnelle cérémonie de transport du mikoshi du sanctuaire le long du Tōkaidō du mont Akiha vers Edo de peur que la procession tapageuse ne trouble l'ordre public. Au contraire, l'interdiction contribue à propager le culte Akiha dans tout le pays grâce à la création de nombreux sanctuaires branches, en particulier dans la région du Chūbu. Les grands temples et monastères sōtō créent souvent un petit sanctuaire en leur sein.
Après la restauration de Meiji et la loi de 1872 de séparation du bouddhisme et du shinto, le culte shugendō est aboli, les images bouddhiques et autres instruments sont retirés de la montagne pour un nouveau temple à Fukuroi et en 1873, le temple Akiha est proclamé « sanctuaire Akiha ». Le sanctuaire est considéré comme sanctuaire préfectoral dans le cadre du système du shintoïsme d'État. La plupart des bâtiments sont incendiés en 1943, et ne sont pas restaurés avant 1986.
Le sanctuaire abrite un petit musée où sont exposés des objets anciens, dont un certain nombre de sabres présentés en offrande par Imagawa Nakaaki, Takeda Shingen, Toyotomi Hideyoshi et Katō Kiyomasa.